# Révolution des Asters
Pour les articles homonymes, voir Aster.
 (février 2017).
Si vous disposez d'ouvrages ou d'articles de référence ou si vous connaissez des sites web de qualité traitant du thème abordé ici, merci de compléter l'article en donnant les références utiles à sa vérifiabilité et en les liant à la section « Notes et références ».
La révolution des Asters (en hongrois : Őszirózsás forradalom), parfois nommée révolution des Chrysanthèmes ou révolution hongroise de 1918, est un épisode révolutionnaire de l'histoire de la Hongrie durant lequel le socialiste Mihály Károlyi fonde l'éphémère République démocratique hongroise.

## Histoire
Alors que la Première Guerre mondiale tourne à l'avantage des Alliés et que l'armée française d'Orient traverse le Danube depuis la Serbie, le « Conseil national social-démocrate hongrois » réclame l'indépendance de la Hongrie. Très tôt dans la matinée du 31 octobre 1918, les activistes sociaux-démocrates, reconnaissables par un chrysanthème à leur boutonnière, prennent le contrôle des principaux bâtiments publics de Budapest. Cela entraîne alors la démission du ministre-président Sándor Wekerle, tandis que l'ancien ministre-président István Tisza est assassiné par des soldats mutinés de l'armée hongroise.
À la fin de la journée, le roi Charles IV de Habsbourg accepte le coup d'État et nomme Mihály Károlyi à la tête du gouvernement. Le 13 novembre, Charles publie une proclamation reconnaissant le droit de la Hongrie à déterminer la forme de l'État. La République démocratique hongroise est alors proclamée en tant que nation indépendante et Károlyi en devient le président le 16 novembre 1918 qui marque la dissolution de l'empire austro-hongrois. Mais les Slovaques de Haute-Hongrie, les Ukrainiens de Ruthénie subcarpathique, les Roumains de Marmatie, de Transylvanie, du Körösvidek et du Banat oriental, les Serbes et les Croates du Banat occidental, de la Bacska, de la Slavonie et de la Croatie proclament aux aussi leurs indépendances, par rapport à Budapest cette fois, de sorte que la jeune République démocratique hongroise ne contrôle de fait que la Hongrie centrale et le pays sicule, tandis que la Tchécoslovaquie naissante contrôle la Haute-Hongrie, la Roumanie l'est du pays, et l'État des Slovènes, Croates et Serbes le sud.
De plus, en mars 1919, cette république fragilisée est balayée par une autre révolution, celle menée par Béla Kun qui installe la république des conseils de Hongrie et fait régner la terreur rouge. Ce nouvel État communiste, le premier après la Russie soviétique, est abattu par une coalition antibolchévique dont l'armée roumaine est le fer de lance, mais à laquelle participent aussi l'Armée française de Hongrie, les Tchécoslovaques, les Serbo-Croates et les Hongrois antibolcheviks (Gyula Peidl, István Friedrich) qui rétablissement une république bourgeoise devenue autoritaire et exerçant cette fois une terreur blanche. La noblesse hongroise ayant retrouvé son influence, finalement un royaume de Hongrie sans roi, mais avec un régent tout-puissant, Miklós Horthy, est rétabli le 1er mars 1920, mais trois mois après, les Alliés le contraignent à reconnaitre de droit l'indépendance de ses anciens sujets non-Magyars et à renoncer aux deux tiers de son territoire au Traité de Trianon.

## Sources
1. ↑  Pierre Renouvin, La Crise européenne et la Première Guerre mondiale, Presses universitaires de France, coll. « Peuples et civilisations » n° 19, Paris 1962, P. 365.
2. ↑  József Breit, (en) Hungarian Revolutionary Movements of 1918-19 and the History of the Red War, Vol. I : Main Events of the Károlyi Era, Budapest 1929, p. 115-16.
3. ↑  Jean-Claude Dubois, Souvenirs de la Grande Guerre du général Henri-Mathias Berthelot, éd. Paraiges Histoire, Paris 2018.
4. ↑  Jean Nicot, conservateur au Service historique de l’Armée, Répertoire numérique es journaux des marches et opérations 1914 - 1918
5. ↑  József Breit, Op. cit.